# Michel Legrand
Michel Legrand (født 24. februar 1932 - død 26. januar 2019) var en fransk komponist, arrangør, dirigent og jazzpianist. Legrand skrev musik til mere 200 film og tv-programmer samt adskillige sange. Hans sange blev nomineret til flere Oscars og han modtog en Oscar for bedste sang for "The Windmills of Your Mind" fra filmen The Thomas Crown Affair (1968).

## Eksterne links
- Michel Legrand på Internet Movie Database (engelsk)
- Michel Legrand på Filmdatabasen
- Michel Legrand på Filmdatabasen
- Michel Legrand på Scope
- Michel Legrand på Svensk Filmdatabas (svensk)
- Michel Legrand på AlloCiné (fransk)
- Michel Legrand på AllMovie (engelsk)
- Michel Legrand på Turner Classic Movies (engelsk)
- Michel Legrand på The Movie Database (engelsk)
- Michel Legrand på Internet Broadway Database (engelsk)